# Tinayguk River
Der Tinayguk River ist ein 85 Kilometer langer rechter Nebenfluss des North Fork Koyukuk River im Gates-of-the-Arctic-Nationalpark im US-Bundesstaat Alaska.

## Verlauf
Das Quellgebiet des Tinayguk River befindet sich in den Endicott Mountains, einem Gebirgszug der Brookskette, an der Westflanke des 1879 m hohen Slatepile Mountain. Er fließt zunächst rund 20 Kilometer westwärts, folgt dann einer scharfen Biegung des Tals nach Südosten und mündet 40 Kilometer nordwestlich von Wiseman in den North Fork Koyukuk River. Der Tinayguk River entwässert ein Areal von etwa 962 km².

## Name
Der Name des Flusses wurde 1930 von Robert Marshall vorgeschlagen und hat seinen Ursprung in der Bezeichnung der Ureinwohner Alaskas für Elche.

## Naturschutz
Der Tinayguk River wurde 1980 durch den Alaska National Interest Lands Conservation Act als National Wild and Scenic River unter der Verwaltung des National Park Service ausgewiesen. 44 Meilen (70 Kilometer) des Flusses werden unter der Kategorie „Wild River“ geführt.